# خرچنگ‌های زگیل‌پوش
خرچنگ‌های زگیل‌پوش (نام علمی: Dairoidea) نام یک بالاخانواده از section هوکوتاه‌دمان است.